# Attrition
Attrition är ett brittiskt band inom elektronisk musik, bildat av Martin Bowes och Julia Niblock 1980.

## Historia
Attrition var inledningsvis inspirerade av punkmusiken, men kom tämligen snart att anta ett elektroniskt sound med sequencers och trummaskiner. Låtar som "Pendulum Turns" och "Shinkwrap" är karakteristiska för duons tidiga musikaliska utveckling. Attrition nådde ut till en större publik 1983 då de uppmärksammades av musiktidningen Sounds.

## Diskografi
Studioalbum
- 1982 – Death House
- 1983 – Action and Reaction
- 1984 – The Attrition of Reason
- 1985 – Smiling, at The Hypogonder Club
- 1988 – At the Fiftieth Gate
- 1991 – A Tricky Business
- 1993 – The Hidden Agenda
- 1995 – Ephemera
- 1996 – 3 Arms and a Dead Cert
- 1997 – Etude (tidiga verk framförda av en kammarorkester)
- 1999 – The Jeopardy Maze
- 2003 – The Eternity LP
- 2004 – Dante's Kitchen
- 2008 – All Mine Enemys Whispers - The story of Mary Ann Cotton
- 2012 – Invocation - a film score
- 2013 – The Unraveller of Angels
- 2015 – Millions of The Mouthless Dead

Livealbum
- 1985 – Terminal Kaleidoscope (delad album med Legendary Pink Dots)
- 2000 – Heretic Angels - Live in the USA, 1999
- 2008 – Across the divide - Live in Holland,1984
- 2009 – Kill the Buddha! - Live on the 25 year anniversary tour
- 2011 – The Truth In Dark Corners - Live In The Netherlands, 1985

Samlings-/remixalbum
- 1986 – In the Realm of the Hungry Ghosts (remixalbum)
- 1990 – Recollection
- 1996 – History
- 2000 – The Hand that Feeds (remixalbum)
- 2001 – Keepsakes and reflections
- 2002 – The Eternity LP
- 2005 – The Terminal Kaleidoscope
- 2006 – Tearing Arms from Deities (25 års jubileumssamling med sällsynt, remastrad och remixad material)
- 2006 – Something Stirs - the beginning (1981 – 83)
- 2006 – Tearing Arms From Deities
- 2006 – Something Stirs
- 2007 – Esoteria

Singlar
- 1982 – "Fear"/"Devoid"
- 1984 – "Deliverance"
- 1984 – "The Voice Of God"
- 1985 – "Shrinkwrap"
- 1987 – "Take Five"
- 1988 – "Haydn (remix)"
- 1989 – "Turn To Gold"
- 1989 – "Haydn (the final session)"
- 1991 – "Thin Red Line"
- 1992 – "Something In My Eye"
- 1993 – "Lip Sync"
- 1997 – "The Eternity ep"
- 1999 – "Kissing a Virtual Angel"
- 2000 – "Red letter"/"Kharb"
- 2004 – "Dante's Kitchen the R&K mixes"